# Archeologisch Museum Haarlem
Het Archeologisch Museum Haarlem is een museum over stadsarcheologie gelegen in de kelders van de Vleeshal aan de Grote Markt in Haarlem. 

## Geschiedenis

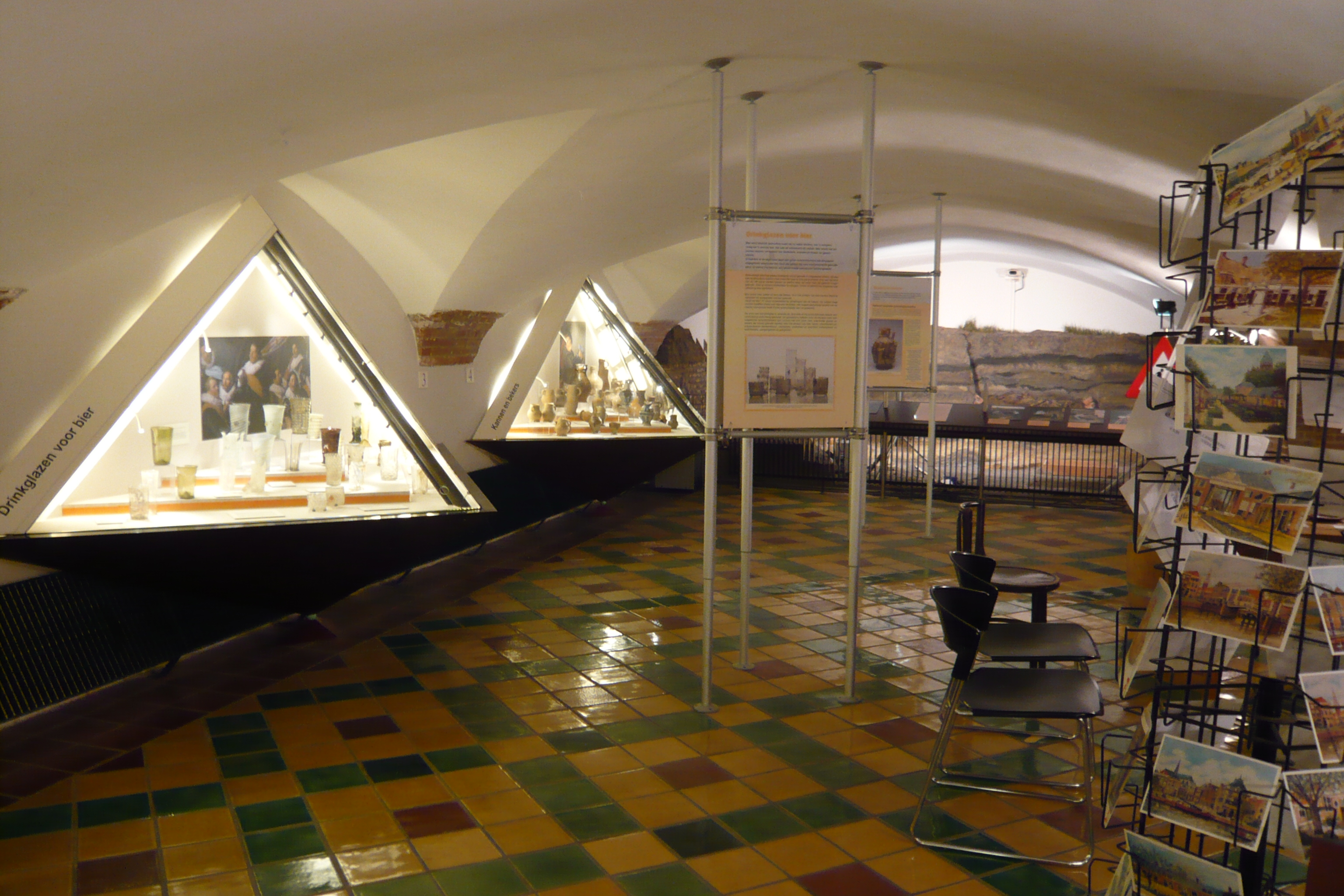
Expositieruimte.

Het museum opende haar deuren 1991 voor het publiek. Het museum is een onderdeel  van Bureau Archeologie van de gemeente Haarlem. In het museum is de archeologische collectie van de gemeente te zien. Centraal staat de stadsarcheologie en in het museum is te zien wat er de afgelopen decennia in de stad is opgegraven en ontdekt. Een aandeel hierin hebben de amateurarcheologen van de Archeologische Werkgroep Haarlem (AWH), opgericht in 1970. De werkgroep staat onder leiding van de stadsarcheoloog van de gemeente. Archeologische opgravingen binnen de gemeente worden door de stad begeleid, daarbuiten door de provincie Noord-Holland.

## Tentoonstellingen
Het museum heeft een vaste opstelling 6000 jaar Haarlem waarin de bezoeker Haarlem ontdekt vanaf de prehistorie tot en met de nieuwe tijd. Ook heeft het museum een opgravingsreconstructie waarin de bezoeker zelf ziet hoe een archeologische opgraving in z'n werk gaat. Het museum biedt verschillende actieve kinderactiviteiten aan waaronder een mini-opgraving en onderzoek naar beerputresten tot schervenpuzzels, memorie en speurtochten. Jaarlijks bezoeken vele schoolklassen het museum voor een van de educatieve programma's. 
Iedere half jaar is er een nieuwe wisselexpositie over een actueel onderwerp of onderzoek.

## Toegang
Het museum is vijf middagen per week gratis toegankelijk. 